# Панчагарх (округ)
Панчагарх (бенг. পঞ্চগড় জেলা, англ. Panchagarh District) — округ на севере Бангладеш, в области Рангпур. Образован в 1984 году. Столица — город Панчагарх. Площадь — 1405 км². По данным переписи 2001 года население составляло 829,374 человека, уровень грамотности взрослого населения — 30,6%, что значительно ниже среднего уровня по Бангладеш (43,1%). Религиозный состав населения: мусульмане — 81,79%, индуисты — 17,64%.

## Административно-территориальное деление
Округ состоит из 5 подокругов (upazilas).
Подокруга (центр)
1. Атвари (Атвари)
2. Бода (Бода)
3. Дебигандж (Дебигандж)
4. Панчагарх Садар (Панчагарх)
5. Тетулия (Тетулия)